# Mario Magnozzi
Mario Giovanni Marcello Magnozzi zkráceně jen Mario Magnozzi (20. března 1902, Livorno Italské království – 25. června 1971, Livorno Itálie) byl italský fotbalový útočník a později i trenér.
Do prvního utkání v nejvyšší lize odehrál v sezoně 1919/20. Hned v první sezoně vstřelil celkem 29 branek a pomohl tím svému klubu do finále ligy, kde podlehli Interu (2:3). V následující sezóně vstřelil 27 branek a opět velice pomohl k postupu do semifinále, kde podlehli Pise (0:1).
hrál další dobrý šampionát a Livorno téměř vstoupil do finále šampionátu prohrál finále Torneo del Sud proti Pise.
V sezóně 1924/25 vstřelil 19 branek a stal se nejlepším střelcem v lize. V roce 1930 jej koupil AC Milán, kde zůstal až do roku 1933, kdy byl znovu prodán do Livorna. V toskánském týmu zůstal až do roku 1936, kdy skončil hráčskou kariéru.
Za reprezentaci odehrál celkem 29 utkání a vstřelil 13 branek. Stal se držitelem bronzové medaile na OH 1928. Byl i vítězem na turnaji MP 1927–1930.
Jako trenér vedl tři roky klub AC Milán, ale nejlepšího úspěchu zaznamenal v sezoně 1936/37 když s klubem Livorno vyhrál druhou ligu.

## Hráčská statistika
| Sezóna  | Klub    | Liga      | Liga   | Liga | Ligové poháry | Ligové poháry | Ligové poháry | Kontinentální poháry | Kontinentální poháry | Kontinentální poháry | Celkem | Celkem |
| Sezóna  | Klub    | Soutěž    | Zápasy | Góly | Soutěž        | Zápasy        | Góly          | Soutěž               | Zápasy               | Góly                 | Zápasy | Góly   |
| ------- | ------- | --------- | ------ | ---- | ------------- | ------------- | ------------- | -------------------- | -------------------- | -------------------- | ------ | ------ |
| 1919/20 | Livorno | 1. Divize | 18     | 29   | –             | 0             | 0             | –                    | 0                    | 0                    | 18     | 29     |
| 1920/21 | Livorno | 1. Divize | 19     | 27   | –             | 0             | 0             | –                    | 0                    | 0                    | 19     | 27     |
| 1921/22 | Livorno | 1. Divize | 3      | 1    | –             | 0             | 0             | –                    | 0                    | 0                    | 3      | 1      |
| 1922/23 | Livorno | 1. Divize | 22     | 14   | –             | 0             | 0             | –                    | 0                    | 0                    | 22     | 14     |
| 1923/24 | Livorno | 1. Divize | 21     | 14   | –             | 0             | 0             | –                    | 0                    | 0                    | 21     | 14     |
| 1924/25 | Livorno | 1. Divize | 24     | 19   | –             | 0             | 0             | –                    | 0                    | 0                    | 24     | 19     |
| 1925/26 | Livorno | 1. Divize | 20     | 11   | –             | 0             | 0             | –                    | 0                    | 0                    | 20     | 11     |
| 1926/27 | Livorno | 1. Divize | 18     | 11   | –             | 0             | 0             | –                    | 0                    | 0                    | 18     | 11     |
| 1927/28 | Livorno | 1. Divize | 19     | 15   | –             | 0             | 0             | –                    | 0                    | 0                    | 19     | 15     |
| 1928/29 | Livorno | 1. Divize | 25     | 18   | –             | 0             | 0             | –                    | 0                    | 0                    | 25     | 18     |
| 1929/30 | Livorno | Serie A   | 34     | 15   | –             | 0             | 0             | –                    | 0                    | 0                    | 34     | 15     |
| 1930/31 | Milán   | Serie A   | 32     | 10   | –             | 0             | 0             | –                    | 0                    | 0                    | 32     | 10     |
| 1931/32 | Milán   | Serie A   | 33     | 11   | –             | 0             | 0             | –                    | 0                    | 0                    | 33     | 11     |
| 1932/33 | Milán   | Serie A   | 32     | 10   | –             | 0             | 0             | –                    | 0                    | 0                    | 32     | 10     |
| 1933/34 | Livorno | Serie A   | 31     | 7    | –             | 0             | 0             | –                    | 0                    | 0                    | 31     | 7      |
| 1934/35 | Livorno | Serie A   | 23     | 3    | –             | 0             | 0             | –                    | 0                    | 0                    | 23     | 3      |
| 1935/36 | Livorno | Serie B   | 3      | 1    | IP            | 1             | 1             | –                    | 0                    | 0                    | 4      | 2      |
| Celkem  | Celkem  | Celkem    | 377    | 216  | –             | 1             | 1             | –                    | 0                    | 0                    | 378    | 217    |

## Hráčské úspěchy

### Reprezentační
- 2x na MP (1927–1930 – zlato, 1931–1932 - stříbro)
- 2x na OH (1924, 1928 – bronz)

### Individuální
- 1x nejlepší střelec italské ligy (1924/25)

## Trenérské úspěchy

### Klubové
- 1x vítěz 2. italské ligy (1936/37)